# Stallhofen
Stallhofen est une commune autrichienne du district de Voitsberg en Styrie.